# 馬克斯·李希特
馬克斯·李希特 (Max Richter，/ˈrɪktər/；德語：[ˈʁɪçtɐ]，1966年3月22日—）是一位於德国出生的英國作曲家、鋼琴家，以擅長創作融合新古典主義、簡約音樂及獨立音樂作品為主。他同時也參與了不少電影配樂、舞台作品等的創作。
代表作有根據韋華第《四季》而重新改寫的《重譜韋華弟四季》、篇幅達八小時的鍵盤作品《睡眠》、管絃樂作品《記憶之屋》等。
至2019年十二月為止，他的唱片銷量已超過一百萬張，而網上串流媒體流量更已超過十億次。
2018年李希特首度訪問香港，並和香港管弦樂團合作演出作他的作品 （页面存档备份，存于）。

## 簡歷
李希特出生於西德下萨克森的哈默爾恩。 很快他便遷回至貝德福德生活並接受教育。先後於貝德福德現代學校及貝德福德高等學院畢業。後來進入愛丁堡大學和皇家音樂學院修讀作曲及鋼琴演奏，並曾於佛羅倫斯跟隨作曲家盧西亞諾·貝里奧學習。學成後，他共同創立了鋼琴合奏團體「鋼琴馬戲團」，演奏斯蒂夫·莱奇等現代作曲家的音樂作品。李希特一直在「鋼琴馬戲團」近十年，並且替迪卡唱片及英國雅高唱片灌錄過五張唱片。
1996年，李希特在英國電子音樂二人合唱組合Future Sound of London的唱片《Dead Cities》中擔任鋼琴伴奏，之後兩年他都為組合提供音樂作品；2000年與水星音樂獎得主羅尼·塞絲及其樂隊Reprazent製作音樂專輯《In the Møde》，2005年為瓦西迪·班楊監製專輯《Lookaftering》，2008年亦為凱利·阿里監製專輯Rocking Horse。

## 個人專輯
現時共出版了十張個人專輯：

### 《記憶之屋》（Memoryhouse，2002）
李希特的首張個人專輯被評為「當代古典音樂的里程碑」，BBC Music則稱這專輯是「新古典主義」音樂中的重要作品。由{{link-en|BBC愛樂管絃樂團|BBC Philharmonic Orchestra]]擔任演奏。李希特透過「紀錄片式音樂」一類的實驗性專輯，嘗試表達出一些真實或虛構的故事及歷史事件。例如當中的「薩拉熱窩」（Sarajevo）、「十一月」（November）、「亞賓妮塔」（Arbenita）及「最後的日子」（Last Days），便是環繞着科索沃戰爭而作；「萊卡的旅程」（Laika's Journey）則以兒時記憶為題裁。全首音樂結集了四周不同的聲音，甚至是說話：當中包括了約翰·基治的聲音，以及朗讀瑪琳娜·茨維塔耶娃的詩歌等。
2014年由李希特於巴比肯藝術中心的現場演出，後來以黑膠唱片形式再次發行。

### 《藍色記事簿》（The Blue Notebooks，2004）
《藍色記事簿》的創作，是李希特對2003年伊拉克戰爭的一種抗議方式，他續稱：在童年時代也曾感受過戰爭所帶來的暴力傷害，作品正好為他重新反思暴力所帶來的傷痛，道出縱然發動如此多的武装衝突，最終也不過是徒然。專輯在2003年2月15日全球反戰行動後約一星期開始錄製。女演員蒂達·史雲頓負責朗讀包括法蘭茲·卡夫卡《藍色八開筆記簿》（相信亦是專輯名稱的由來）和切斯瓦夫·米沃什的作品 。音樂雜誌Pitchfork對這張唱片的評價是：「近期最具影響力的當代古典作品，錄音也很細緻」。
在專輯發行十周年，李希特為英國音樂網誌Drowned in Sound做了一次評論訪問時，進一步地表達了這張專輯其實是一系列互為關連的夢，也是探索生活經驗與想象力之間所出現的斷層。
2018年Deutsche Grammophon為紀念發行15周年而推出重新灌錄版，Fact音樂雜誌指專輯是「21世紀其中一張最能代表『抗議音樂』的古典音樂作品」。重新灌錄版除了採用了新的封套外，還加插了多首在第一次發行時沒有收錄的樂段；同時亦另外發行了一張單曲《暗號》（Cypher），是以大碟內另一首曲《On the Nature of Daylight》的主題而寫成的8分鐘電音作品。《On the Nature of Daylight》亦在不少李希特的電影配樂中用上。

### 《回憶之歌》（Songs from Before，2006）
以鋼琴、小提琴、大提琴及合成器所演奏的十二首作品，部份樂段加入了由羅拔·韋特朗讀村上春樹所寫的文字。
2014年由Deutsche Grammophon重新發行時，附加了一段新的音樂。

### 《24張全彩明信片》（24 Postcards in Full Colour，2008）
由24首短小的樂曲所組合而成的套曲，作者視這些短小的作品有如手提電話中的鈴聲，他在訪問中曾經提及過：
|  | 當周邊的人不斷在下載各式各樣的鈴聲時，我感受到身為作曲家，似乎欠缺了一些機會。其實在這開放的空間裏，有着成千上萬、細小的揚聲器在地球上走動，然而沒有甚麼人真正在意於這樣的空間內創作音樂，因此我藉着這些小小的音樂片段……至少在詩意的層面上，這些微小聲音中的意念，可以隨着人的交往而在這地球上隨處走動。我想，這或許就是一種連繫，就如每個人生命中的明信片航般，走進了每個人各自的空間內。 People were downloading ringtones at the time and I felt this was a missed opportunity for composers. That there was a space opening up, maybe a billion little loudspeakers walking around the planet, but nobody was really thinking of this as a space for creative music. So I set out to make these tiny little fragments and then, of course, in the poetic sense, the idea of these little sound carrying objects traversing the planet, I started to think of these as a connection, as a sort of postcard into somebody's life, into their space. |

這24首作品的演奏組合及種類都有不同，部份是鍵盤類獨奏（鋼琴、電子琴、合成器）、亦有絃樂類獨奏、和合奏、錄音片段、電子混音等。
2014年Deutsche Grammophon重新發行時，再加入了三首打算放入專輯內的作品選段，即合共有27段音樂。

### 《內省》（Infra，2010）
以2005年倫敦炸彈恐襲事件所引發出來的一套芭蕾舞音樂，全長25分鐘，由韋恩・麥葛萊格於皇家歌劇院內上演。《內省》以鋼琴、合成器及絃樂五重奏所演奏，錄音版本是根據原來的舞樂再加以發展，組成為13段音樂再收錄入專輯內。音樂網站Pitchfork形容專輯的音樂「十分華麗」（achingly gorgeous），獨立報也指出專輯內的13首樂段，「以不斷重覆的片段，由一份矇矓的靜態中呈現出不斷發展旳愛情線」。

### 《重譜韋華第四季》（Recomposed by Max Richter: Vivaldi – The Four Seasons，2012）
以韋華第的經典作品《四季》為題裁，在創作過程中李希特指出他把原來作品約75%的內容棄掉，再從自己非常個人的角度入手去重新編寫。全首作品以小段樂句不斷的重覆所編織而成，突顯了他對後現代主義音樂及極簡主義音樂的觀念。作品於2012年10月31日於英國倫敦巴比肯藝術中心作首演，由丹尼爾·霍普擔任小提琴獨奏；安德烈·迪利德指揮布列頓小交響樂團共同演出。美國的首演則於同年12月19日於紐約的Le Poisson Rouge（俗稱：「紅魚」）舉行，同樣由丹尼爾·霍普擔任小提琴獨奏；蒂托·穆尼奥斯指揮紅魚合奏團（Ensemble LPR）演出。有關音樂會後來更被全國公共廣播電台製成錄像作播放。
專輯面世後，瞬速於美國、英國及德國的iTunes古典音樂榜中勇奪首位。

### 《舒眠》（Sleep，2015）
一套長達超過八小時的作品，不僅是李希特作品中演奏時間最長的作品，也是音樂界中極少數可以一氣呵成地將全曲演奏的作品。2015年9月27日於倫敦惠康收藏館內的閱讀室（Reading Room）作首演，並由BBC廣播3台作直播。這次演出創出了多項新記錄，當中包括了健力士世界大全「最長時間進行直播（及廣播）單一作品」，時間為8小時1分23秒。而在惠康收藏館內所擺放的，並非座椅，而是一張張附設就寢用品的床，聽眾可以在表演期間睡在床上，感受音樂和睡眠的關連，而演出時間更是安排在半夜開始，一直至早上的八點多。以滿全人類正常的睡眠時間。事實上，BBC廣播3台的直播亦正好配合當日慣常時段所播出的節目「科學與音樂」。
除了首演外，《舒眠》亦已於多國進行過完整的演奏，當中包括有荷蘭阿姆斯特丹、澳洲悉尼、德國柏林、西班牙馬德里、法國巴黎、及倫敦巴比肯藝術中心等。

### 《吳爾芙的三個世界》（Three Worlds: Music from Woolf Works，2017）
音樂取自他的芭蕾舞劇《吳爾芙作品選》，以吳爾芙的三套作品：《達洛維夫人》（Mrs Dalloway）、《奧蘭多》（Orlando）和《海浪》（The Waves）的內容為藍本。專輯內的音樂既有傳統古典音樂元素外，亦加入了電子聲效，更加用上了吳爾芙自己的說話錄音。

### 《聲音》（Voice, 2020）
《聲音》的靈感來源於世界人權宣言，並以“顛倒”的管絃樂隊爲特色。李希特希望通過這一概念表達他對21世紀的後真相政治的失望。
這張專輯包含了埃莉诺·罗斯福、女演員琪琪·莱恩以及來自世界各地的70篇對《世界人權宣言》的朗讀。
這張專輯的開場曲由馬友友在他的“新平衡”（"A New Equilibrium"）音樂會上演奏，以紀念聯合國成立75週年。

### 《流亡者》（Exiles, 2021）
《流亡者》於2021年8月16日發佈。這張專輯於2019年在爱沙尼亚首都塔林，於指揮家克里斯蒂安・雅尔维和波罗的海爱乐乐团合作錄製。
《流亡者》中還包括李希特以前發行作品的拓展版本，如《The Haunted Ocean》、 《Infra 5》、 《Flowers Of Herself》、 《On The Nature Of Daylight》和 《Sunlight》。
李希特將《流亡者》描述爲一部具有情感紋理的嚴肅作品。

## 外部連結
- 官方网站
- 馬克斯·李希特在互联网电影资料库（IMDb）上的資料（英文）
- Tokafi 雜誌上有關《Infra》的評論
- Nowness雜誌上有關《Infra》的評論
- 「Max Richter is a Composer」，Dumbo Feather magazine 2012年的專題訪問